# Цвети, Калмыкия! (панно)
Панно «Цвети, Калмыкия!» — наименование памятника монументального искусства, декоративно-скульптурного панно, которое находится около входа в парк «Дружба» в Элисте, Калмыкия.
Панно было установлено в 1972 году. Авторы панно — художники О. Кикеев и В. Цакиров.
7 мая 2009 года панно «Цвети, Калмыкия!» было внесено в реестр объектов культурного наследия Республики Калмыкия (№ 339).